# フルヴィオ・ヴェルニッツィ
フルヴィオ・ヴェルニッツィ（Fulvio Vernizzi、1914年7月3日 - 2005年2月18日）は、イタリアの指揮者。

## 経歴
ブッセートの生まれ。1930年にパルマ音楽院に入学し、ジュゼッペ・アレッサンドロにヴァイオリン、ジョヴァンニ・ダマートにトランペット、アキーレ・ロンゴに音楽学、ジョルジョ・フェデリコ・ゲディーニに作曲を学び、音楽院在学中より、自ら合奏団を結成して音楽活動を行った。1938年にディプロマを得て卒業し、1939年にファシスト党の全国余暇事業団のコンサートに参加している。
1945年にパルマ王立歌劇場でヴァイオリニストのジャンニーノ・カルピと共演して改めて指揮者としてデビューを飾る。1953年からトリノ・イタリア放送交響楽団を指揮するようになり
、ミラノ・イタリア放送交響楽団も振るようになった。1972年から1973年までトリノ王立歌劇場の芸術監督を務める。1977年から再三来日するようになり、1982年から1984年まで京都市交響楽団の常任指揮者を務めた。1987年にスイス・イタリア語放送管弦楽団に客演して以降は表舞台から遠ざかった。
トリノにて没。